# Tsogo-Sprachen
Die Tsogo-Sprachen sind eine Sprachgruppe innerhalb der Guthrie-Zone B der Bantusprachen. Sie wird als Zone B30 klassifiziert und enthält fünf Einzelsprachen, die insgesamt von circa 26.000 Menschen in Gabun gesprochen werden. 
Die einzelnen Sprachen sind:
- Bubi, ca. 5000 Sprecher
- Kande, ca. 1000 Sprecher
- Pinji, ca. 5000 Sprecher
- Simba, ca. 3000 Sprecher
- Tsogo, ca. 12.000 Sprecher